# Filippo Luci
Filippo Luci (Firenze, 27 luglio 1674 – Firenze, 1752) è stato un politico italiano, auditore fiscale del Granducato di Toscana dal 1737 al 1746 .

## Biografia
Nato a Firenze, fece studi di diritto all'Università di Pisa. Figlio dell'auditore fiscale Emilio di Giovanni Luci  e di Beatrice di Attilio Rinieri di Colle di Val d'Elsa, appartenne a una famiglia fiorentina originaria del senese che annoverò diversi alti funzionari granducali, sia con i Medici che con gli Asburgo Lorena. Ricoprì numerosi incarichi nell'apparato burocratico toscano, fu auditore fiscale del Granducato di Toscana dal 1737 al 1746 e ammesso al patriziato fiorentino nel 1761.
Nel 1738, Filippo Luci insieme  al senatore Giulio Rucellai, al celebre giurista e funzionario granducale Pompeo Neri , al marchese Antonio Niccolini , fece parte della commissione creata per disciplinare la materia giuridica in tema di rilascio del porto d'armi e limitare gli abusi del passato. La deputazione divenne presto motivo di contrasto con l'Inquisizione di Firenze che fino a quel momento aveva avuto piena facoltà in questa materia.
Al pittore fiorentino Pier Dandini Filippo Luci commissionò La battaglia di Vienna descritta con grande entusiasmo da Francesco Saverio Baldinucci, ma del grande quadro di proprietà del Luci si sono perse le tracce.